# Демаре, Анри
Анри Демаре (фр. Henry Desmarest; февраль 1661, Париж — 7 сентября 1741, Люневиль) — французский композитор эпохи барокко.

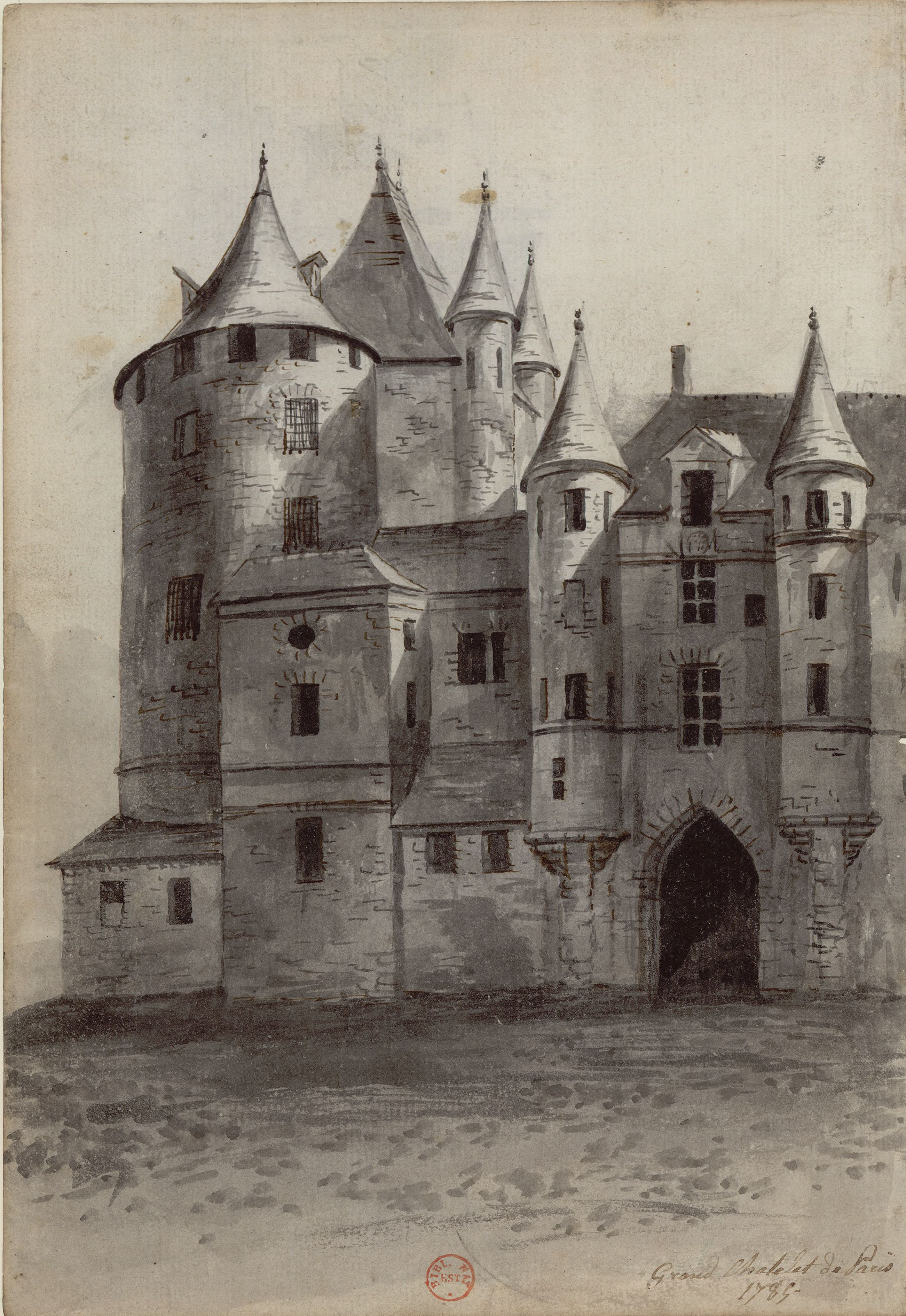
Большой Шатле

## Биография
Сын судебного исполнителя в парижском Шатле; его отец умер в 1669 году, в 1670 мать вышла замуж повторно. Учился музыке в Королевской капелле, пел в хоре, в том числе участвовал в премьере оперы Люлли «Изида». Женился в 1689, потерял жену в 1696. Дальнейшая жизнь музыканта была полна приключений. Его роман с дочерью медика герцога Орлеанского прервался судебным делом по обвинению в соблазнении и насилии, которое в 1699 возбудил против него недовольный отец возлюбленной. Пара была вынуждена бежать в Брюссель, где у них родилась дочь, крёстными которой стали известная бурной жизнью графиня де Суассон и штатгальтер Испанских Нидерландов Максимилиан II. В 1700 Демаре был в его отсутствие приговорён в Париже к смертной казни: его изображение публично повесили на Гревской площади. Вернуться во Францию он не мог и перешёл под покровительство испанского короля Филиппа V. Однако в 1703 король заменил французских музыкантов при дворе на итальянских, и Демаре оказался не у дел. В 1707 музыкант нашел покровителя в Леопольде I, герцоге Лотарингии, тогда независимого государства со столицей в Нанси. Лишь после смерти Людовика XIV брак Демаре был в 1721 зарегистрирован Парижским парламентом (супругу исполнилось шестьдесят), и он с семьёй смогли вернуться во Францию. Его жена скончалась в 1727. Большинство их детей умерли в младенчестве.

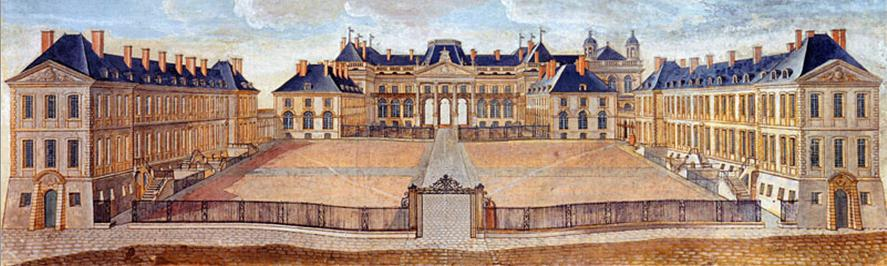
Замок в Люневиле

## Творчество
Демаре писал как духовную, так и светскую музыку — в основном, сценическую, в которой развивал традиции Люлли.

## Сочинения
- Месса для двух хоров и двух оркестров
- Te Deum, так называемый Парижский
- Te Deum, так называемый Лионский
- De profundis
- Veni Creator
- Cum invocarem
- Большие лотарингские мотеты: Usquequo Domine (psaume XII), Lauda Jerusalem (psaume CXLVII), Domine ne in furore (psaume VI), Confitebor tibi Domine (psaume CX), Dominus regnavit (psaume XCVI)
- Идиллия на рождение герцога Бургундского, дивертисмент (1682, утрачен)
- Эндимион, музыкальная трагедия (1686, утрачена)
- Диана в Фонтенбло, дивертисмент (1686)
- Дидона, опера (1693)
- Цирцея, опера (1694)
- Теаген и Хариклея, опера (1695)
- Les Amours de Momus, опера-балет (1695)
- Венера и Адонис, опера (1697)
- Галантные празднества, опера-балет (1698)
- Divertissement représenté à Barcelone au mariage de Leurs Majestés Catholiques (1701)
- Ифигения в Тавриде, опера (1704, закончена Андре Кампра)
- Храм Астреи, дивертисмент (1709, утрачен)
- Диана и Эндимион, героическая пастораль (1711, музыка утрачена)
- Divertissement pour l'électeur de Bavière (1712, утрачен)
- Divertissement pour la fête du duc de Lorraine (1717, музыка утрачена)
- Рено, или Свита Армиды, опера (1722)
- Коронация королевы богиней Флорой, кантата (1724, утрачена)
- Клития, кантата (1724, утрачена)
- Le lys heureux époux, кантата (1724, музыка утрачена)
- Meslanges de musique latine, françoise et italienne (1726)
- Nouveau recueil de chansons (Гаага, 1729; 1732)
- Second recueil des nouvelles poésies spirituelles (1731)
- Nouvelles poésies morales sur les plus beaux airs (1737)

## Наследие
В новейшее время сочинения Демаре исполняли и записывали со своими ансамблями Уильям Кристи, Кристоф Руссе и Эрве Нике. Издаётся полное комментированное собрание его сохранившихся партитур.